# ماي سمر كار
ماي سمر كار (بالإنجليزية: My Summer Car)‏ هي لعبة بقاء محاكاة سيارات عالم مفتوح، من المقرر أن تصدر في عام 2022.